# Batalla de la Muntanya Blanca
La batalla de la Muntanya Blanca, del 8 de novembre de 1620, va ser una de les primeres confrontacions militars de la Guerra dels Trenta Anys.

## Antecedents
Un exèrcit de 20.000 txecs i mercenaris sota el comandament de Cristian d'Anhalt es va enfrontar a la rodalia de Praga amb 25.000 homes dels exèrcits combinats del Sacre Imperi Romanogermànic de Ferran II, dirigits per Karel Bonaventura Buquoy, i de la Lliga Catòlica d'Alemanya, sota el comandament de Joan t'Serclaes de Tilly. La batalla va marcar el final l'etapa bohèmia de la guerra, quan les tropes imperials van entrar a la capital de Bohèmia i van sotmetre els protestants.

## Desenvolupament de la batalla
Si bé l'exèrcit imperial comptava amb cert avantatge numèric, l'envejable posició defensiva adoptada pels txecs feia preveure una situació d'igualtat. L'explicació de la ràpida victòria de l'exèrcit imperial pot estar en la despreocupació dels oficials txecs i en la desmoralització dels soldats que defensaven els estaments de Bohèmia, tant més quan aquests estaments no mostraven disposició a pagar la soldada.
Com a conseqüència, quan les tropes catòliques van llançar un atac frontal, els mal pagats mercenaris de l'ala esquerra va fugir, la qual cosa va provocar tal desmoralització entre les tropes defensores, que els atacants van entrar al cap de poques hores a Praga.

## Conseqüències
Les conseqüències de la victòria imperial van ser molt importants, els nobles txecs a més de perdre els seus privilegis polítics i part de les seves possessions van sofrir una dura repressió, l'Església Catòlica Romana es restablí amb força a Bohèmia i Moràvia i calvinistes i luterans van ser obligats a abjurar de la seva fe o exiliar-se i els territoris de la Corona de Bohèmia van passar a la Casa d'Àustria. Els líders i membres de la Unitas Fratrum van haver d'escollir entre l'exili o continuar practicant la seva fe en secret.
Espanya, en canvi de la seva ajuda, va ocupar el Palatinat. i va ocupar la Valtellina, al Camí dels espanyols entre les possessions italianes i els territoris d'Àustria, a través de Suïssa.
La Muntanya Blanca (en txec  Bílá hora ) és avui dia un turó en el límit oriental de la ciutat de Praga. La major part del terreny on es va desenvolupar la batalla està ocupat per mansions de la segona dècada del segle xx. A la part alta del turó hi ha un monument commemoratiu de la batalla aixecat el 1920. Des del centre de la ciutat s'arriba al lloc en els tramvies 22 i 25.